# Cầu An Hảo
Cầu An Hảo là một cây cầu bắc qua sông Đồng Nai, kết nối cù lao Hiệp Hòa (Cù lao Phố) ra đường Lê Văn Duyệt - ngã tư Vũng Tàu.
Cầu được khởi công vào ngày 30 tháng 12 năm 2015, bắc qua sông Đồng Nai (đoạn qua phường An Bình và xã Hiệp Hòa, thành phố Biên Hòa). Cầu có thiết kế với tổng chiều dài 2.153 m, gồm phần cầu dài 475 m, rộng 23 m cho 6 làn xe lưu thông, còn lại là đường dẫn vào cầu.
Đây là cây cầu nằm trong hạng mục bổ sung thuộc dự án xây dựng cầu Đồng Nai mới và tuyến 2 đầu cầu do Tổng công ty xây dựng số 1 (CC1) làm chủ đầu tư theo hình thức BOT (xây dựng - kinh doanh - chuyển giao). Tổng vốn xây dựng trên 1.000 tỉ đồng.
Cầu được thông xe kỹ thuật vào ngày 30 tháng 4 năm 2017.